# Adwoa Smart
Belinda Naa Ode Oku là một nữ diễn viên Ghana nổi tiếng với tên gọi Adwoa Smart.

## Tuổi thơ
Adwoa Smart được sinh ra bởi ông bà Oku tại Abossey Okai ở Accra. Cô ấy không thể hoàn thành việc học cơ bản vì các bạn bè đã chọc cười cô ấy.

## Sự nghiệp
Cô đã tham gia nhiều bộ phim khác nhau trong những thập kỷ qua

## Đóng phim
- Obra[2]
- Những vấn đề của trái tim[cần dẫn nguồn]
- Efiewura[6]
- Yaa Asantewaa
- Black Star 2 (2006)